# Icarops
Icarops — викопний, можливо, парафілетичний рід мистацинових кажанів із трьома описаними видами. Рід відомий зі скам'янілостей, знайдених у Ріверслі, північно-західний Квінсленд, Буллок-Крік, Північна територія, і від озера Нгапакалді до озера Паланкарінна, в районі скам'янілостей Південної Австралії. Скам'янілості датуються пізнім олігоценом до раннього міоцену.
Назва походить від персонажа грецької міфології Ікара, який, за словами авторів, «летів до сонця, посилаючись на стародавнього містациніда, який летів на схід від Австралії до Нової Зеландії».
Дослідження, що описує рід Vulcanops, визнає Icarops парафілетичним по відношенню до решти Mystacinidae, при цьому I. paradox ближче до новозеландських містацинів, ніж до інших австралійських містацинів, які утворюють незалежну кладу.
Описаними видами є:
- Icarops

- Icarops aenae
- Icarops breviceps
- Icarops paradox

## Наземність
Як і його сучасні родичі, Mystacinidae, ікаропс демонструє пристосування до пошуку їжі на землі. Це попри те, що вони зустрічаються поряд з різними наземними чотириногими, включаючи інших ссавців, таких як сумчасті та однопрохідні. Це показує, що наземні звички мистацинів не розвинулися через відсутність конкуренції з іншими ссавцями в Новій Зеландії.